# Gulnara Karimova
Gulnara Karimova (în uzbecă Гулнора Исломовна Каримова; în rusă Гульнара Исламовна Каримова, transliterat: Gulnara Islamovna Karimova; n. 8 iulie 1972, Fargʻona, Uzbekistan) este fiica lui Islam Karimov, președintele Uzbekistanului.
A deținut mai multe funcții oficiale, a fost ambasador în Spania și reprezentant al Uzbekistanului la Națiunile Unite, și-a lansat propria linie de bijuterii, a organizat evenimente de caritate și s-a lansat în muzică sub pseudonimul Googoosha și a cântat alături de Julio Iglesias.